# Rezervația botanică Borsec
Rezervația botanică Borsec (în maghiară „Hármasliget”) este o arie protejată de interes național ce corespunde categoriei a IV-a IUCN (rezervație naturală de tip botanic), situată în județul Harghita, pe teritoriul administrativ al orașului Borsec.

## Descriere
Rezervația botanică Borsec a fost declarată arie protejată prin Legea Nr.5 din 6 martie 2000 (privind aprobarea Planului de amenajare a teritoriului național - Secțiunea a III-a - zone protejate), publicată în Monitorul Oficial al României, Nr.152 din 12 aprilie 2000 și se întinde pe o suprafață de 2 ha.

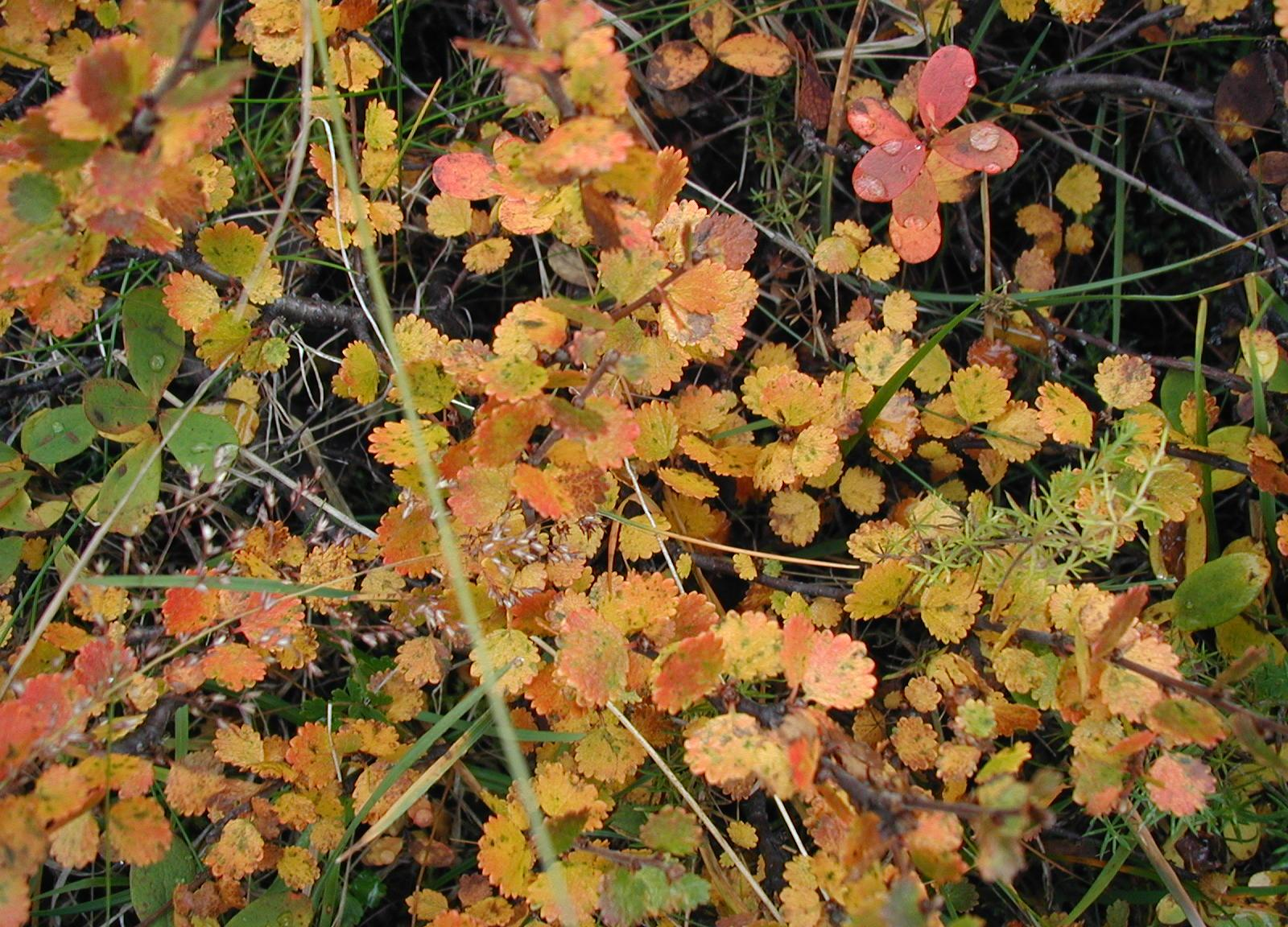
Mesteacăn pitic (Betula nana)

Rezervația naturală (aflată lângă Aleea 7 Izvoare din orașul Borsec) este o poiană mlăștinoasă  desemnată ca arie protejată în scopul conservării unei specii de arbust (ce aparține familiei Betulaceae) cunoscut sub denumirea populară de mesteacăn pitic (Betula nana); relict din perioada glaciară.